# Abracadabra (film, 2017)
Pour les articles homonymes, voir Abracadabra (homonymie).
Pour plus de détails, voir Fiche technique et Distribution.
Abracadabra est un film espagnol réalisé par Pablo Berger, sorti en 2017. Il est nommé à 8 Goyas mais n'en remporte aucun.

## Synopsis
Carmen et son mari macho Carlos vivent à Madrid, dans le quartier de Carabanchel. Lors d'un mariage dans la famille de Carmen, Pepe, le cousin de celle-ci, se livre en amateur à une séance d'hypnose. Carlos commence par le railler mais finit possédé par un esprit malin : lui qui délaissait sa femme devient parfait époux. Carmen et Pepe se lancent alors à la recherche de la façon d'expulser le fantôme.

## Fiche technique
- Titre original : Abracadabra
- Réalisation : Pablo Berger
- Scénario : Pablo Berger
- Photographie : Kiko de la Rica
- Montage : David Gallart
- Musique : Pablo Berger, Alfonso Vilallonga
- Pays de production :  Espagne
- Langue originale : espagnol
- Format : couleur
- Genre : comédie noire
- Durée : 96 minutes
- Dates de sortie :
  - Espagne : 4 août 2017
  - France : 4 avril 2018

## Distribution
- Maribel Verdú : Carmen
- Antonio de la Torre : Carlos
- José Mota : Pepe, le cousin de Carmen
- Quim Gutiérrez : l'esprit malin
- Josep Maria Pou : l'expert en hypnose

## Sortie

### Accueil critique
La presse espagnole apprécie le film, notamment son inventivité dans le mélange des genres, du costumbrismo au fantastique, ainsi que sa polysémie et en particulier son message féministe. Fotogramas loue « une liberté d'écriture absolue [...], une mise en scène élégante et une troupe splendide » . ABC évoque une « impression [...] magnifique, brutale » devant « un récit en zigzag plein d'humour et de surprises, et tout cela cousu avec un brillant sens de la couleur, la mise en scène, un délicieux mauvais goût et une musique de mange-disques ». El Mundo, également dithyrambique, voit en Abracadabra « un magistral exercice de cinéma à haut risque, une séance d'hypnose sur peut-être l'absurdité d'être ceux que nous croyons être ». Pour Jordi Costa dans El País, « chaque plan semble minutieusement pensé dans un film qui, derrière sa volonté de jeu, choisit d'être une pertinente histoire d'émancipation dans un enfer macho ».
En France, le site Allociné recense une moyenne des critiques presse de 2,9/5, et des critiques spectateurs à 3,3/5.